# Alan G. Kirk
Alan Goodrich Kirk (30. oktober 1888, Philadelphia, Pennsylvania – 15. oktober 1963, Washington, D.C.) var en admiral i den amerikanske flåde og en amerikansk diplomat. 
Kirk tog eksamen fra United States Naval Academy i 1909 og gjorde tjeneste i den amerikanske flåde under såvel 1. Verdenskrig som 2. Verdenskrig. Under 2. Verdenskrig blev han amerikansk flådeattache i London (1939 to 1941). Han var direktør for flådens efterretningstjeneste fra marts 1941, men på grund af modstand og benspænd fra kontreadmiral Richmond Turner, kunne han ikke udvikle den til en effektiv enhed i stil  med den britiske flådes efterretningstjeneste (som han havde set, mens han var i London). Til sidst bad han om at blive overført til en destroyereskadre i Atlanten.
Kirk ledede amfibieoperationer i Middelhavet i 1942 og 1943 (den allierede landgang på Sicilien og Italien). Desuden var han den øverst amerikanske flådechef under landgangen i Normandiet 6. juni 1944 om bord på den tunge krydser USS Augusta, og chef for de amerikanske flådestyrker i Frankrig 1944-1945. Han tog sin afsked fra flåden som admiral i 1946.
Herefter gjorde Kirke tjeneste som amerikansk ambassadør i Belgien, 1946-1949, Sovjetunionen, 1949-1951; Taiwan, 1962-1963 samt som amerikansk minister i Luxembourg, 1946-1949. 
Admiral Alan G. Kirk overtog posten som den anden præsident for Amcomlib, i februar 1952. Som tidligere amerikansk ambassadør i Sovjetunionen førte han tilsin med rekrutteringen af immigranter i New York og München, en gruppe som senere blev kernen i Radio Libertys stab. Mindre end et år efter at have overtaget posten blev Kirk tvunget til at tage sin afsked på grund af dårlig thelbred. Ligeledes i 1952 gjorde han i kort tid tjeneste som direktør for Psychological Strategy Board, som planlagde og koordinerede regeringens psykologise krisførelsesoperationer.
Kirk gjorde tjeneste som USA's ambassadør i Taiwan fra juni 1962 til januar 1963 under John F. Kennedys regeringstid. 